# Territorio Chileno Antártico
Territorio Chileno Antártico, también denominada como Antártica Chilena, es la denominación que recibe en Chile un sector del continente antártico, ubicado entre los meridianos 53° O y 90° O, sobre el que el país mantiene una reclamación territorial. El sector, que se solapa parcialmente con las áreas reclamadas por Argentina (Antártida Argentina, se solapa entre los meridianos 53° O y 74° O al sur del paralelo 60° S) y por el Reino Unido (Territorio Antártico Británico, se solapa entre los meridianos 53° O y 80° O al sur del mismo paralelo), es reclamada por la República de Chile —el país más cercano geográficamente— como parte integrante de su territorio.

## Administración
El territorio reclamado por Chile abarca las islas Shetland del Sur, la península Antártica (denominada como «Tierra de O'Higgins» en el país) y sus islas adyacentes (la isla Alejandro I, la isla Charcot, y parte de la Tierra de Ellsworth, entre otras). Posee una superficie de 1 250 257,6 km2. Sus límites se encuentran definidos por el decreto 1747, promulgado el 6 de noviembre de 1940 y publicado el 21 de junio de 1955, del Ministerio de Relaciones Exteriores, el cual establece que:

Forman la Antártica Chilena o Territorio Chileno Antártico todas las tierras, islas, islotes, arrecifes glaciares (pack-ice), y demás, conocidos y por conocerse, y el mar territorial respectivo, existentes dentro de los límites del casquete constituido por los meridianos 53º longitud Oeste de Greenwich y 90º longitud Oeste de Greenwich.
Decreto N.º 1747

Administrativamente, el área forma parte de la comuna Antártica, la cual es la única comuna de Chile que no posee una municipalidad, debido a esto las comunas Antártica y Cabo de Hornos se agruparon y siendo ambas administradas desde la municipalidad de Cabo de Hornos, con sede en Puerto Williams. La comuna Antártica es una de las dos comunas de la provincia Antártica Chilena, la cual, a su vez, forma parte de la región de Magallanes y de la Antártica Chilena.
Las reclamaciones territoriales chilenas sobre la Antártica se basan principalmente en consideraciones históricas, jurídicas y geográficas. El ejercicio de la soberanía chilena sobre el Territorio Chileno Antártico se hace efectiva en todos los aspectos que no se encuentran limitados por la firma del Tratado Antártico de 1959. Este tratado destinó las actividades antárticas exclusivamente a fines pacíficos de los países firmantes y adherentes, congelando los litigios territoriales e impidiendo la realización de nuevas reclamaciones o la ampliación de las existentes mientras dure su vigencia.
Chile cuenta actualmente con trece establecimientos operativos: cuatro refugios y nueve bases antárticas activas. Cuatro de estas últimas son permanentes y cinco de verano.

## Historia

### Argumentación chilena respecto de sus derechos antárticos derivados de títulos hispanos

Mapamundi de Abraham Ortelius (1572), en donde aparece la Terra Australis Incognita.

Durante muchos años los cartógrafos y exploradores europeos especularon con la existencia de la Terra Australis Incognita, un inmenso territorio que se creía ubicado más al sur del estrecho de Magallanes y de la isla Grande de Tierra del Fuego y que suponían llegaba hasta el polo sur.
Chile considera que el Tratado de Tordesillas es el origen de los derechos jurídicos del Imperio español sobre la Antártica.  El tratado fue firmado el 7 de junio de 1494 y fijó las áreas de influencia de España y de Portugal, al oeste y al este, respectivamente, de una línea que iba de polo a polo que nunca fue demarcada (a los 46° 37' O en la interpretación clásica española, y más al occidente según la interpretación portuguesa), por lo que las áreas antárticas reclamadas hoy por Chile, aún desconocidas en ese entonces, caían dentro de la zona que se atribuía España. 

(...) que se haga é señale por el dicho mar Océano una raya, ó línea derecha de polo á polo, convien á saber, del polo ártico al polo antartico, que es de Norte á Sul (...)

El tratado fue avalado en 1506 por la bula pontificia Ea quae pro bono pacis, por lo que se hizo obligatorio para todos los países católicos, pero no fue reconocido por los Estados europeos no católicos e incluso por algunos que sí lo eran, como Francia. Por esa razón, para Gran Bretaña, Países Bajos, Rusia y otros países, las áreas antárticas fueron luego de su descubrimiento consideradas res nullius, es decir tierra de nadie sujeta a la ocupación de cualquier nación.  

Mapa de la gobernación española de la Terra Australis (1539-1555). Posteriormente, fue incorporada a la gobernación de Chile.

El 24 de enero de 1539 el emperador Carlos I de España firmó una capitulación con Pedro Sánchez de la Hoz nombrándolo gobernador de las tierras al sur del estrecho de Magallanes, llamadas entonces Terra Australis, y de las islas no asignadas que descubriese:

(...) Item, vos prometemos que, hecho el dicho descubrimiento de la otra parte del dicho estrecho, o de alguna isla que no sea en paraje ajeno, os harémos la merced a vuestros servicios; i entre tanto que no somos informados de lo que así descubriéredes, seais nuestro gobernador dello.

Sin embargo, esta capitulación no tuvo efecto alguno y el 12 de agosto de 1540 Sánchez de la Hoz cedió todos sus derechos a la gobernación de la Terra Australis al conquistador de Chile Pedro de Valdivia, quien en 1545 fue elegido gobernador de Nueva Extremadura o de Chile por el cabildo de Santiago, reuniendo las gobernaciones. El 29 de septiembre de 1554 el emperador traspasó la gobernación de la Terra Australis a Jerónimo de Alderete: (...) de la otra parte del dicho Estrecho de Magallanes, lo cual no pudo ser reclamado por Valdivia porque había fallecido en diciembre de 1553. El 29 de mayo de 1555 Alderete fue además designado gobernador de Chile hasta el estrecho de Magallanes. Los sucesivos gobernadores de Chile tuvieron el encargo de explorar los territorios al sur del estrecho, transfiriéndose el dominio a la gobernación de Chile. El Estado chileno, como uno de los sucesores de los derechos de España en la región, considera que heredó los títulos jurídicos sobre la tierras antárticas originados en la capitulación de la Terra Australis.
Una de las obras más importantes de la literatura hispana, el poema épico «La Araucana» (1569) de Alonso de Ercilla, es considerada también por Chile como favorable a su argumentación, ya que se puede leer en la séptima estrofa de su Canto I:

Es Chile, Norte Sur, de gran longura

costa del nuevo mar, del Sur llamado

tendrá de Leste a Oeste, de angostura

cien millas, por lo más ancho tomado

bajo del Polo Antártico en altura

de veinte y siete grados prolongado

hasta do el mar Océano y Chileno

mezclan sus aguas por angosto seno.
Alonso de Ercilla, La Araucana

Y en la cuarta estrofa de su Canto III:

Esta fue quien halló los apartados

 indios, de las Antárticas regiones.
Alonso de Ercilla, La Araucana

Existen también crónicas y mapas, tanto de Chile como de Europa, que indican la pertenencia de la Terra Australis Antártica como parte de la Capitanía General de Chile.
En 1603 el almirante Gabriel de Castilla salió de Valparaíso para reconocer las costas de Chile y llegó a la costa sudoccidental hasta el grado 64 sur, descubriendo las primeras tierras antárticas. En 1616 se descubrió el cabo de Hornos.
El 30 de abril de 1606 Pedro Fernández de Quirós tomó posesión de todas las tierras del sur hasta el polo para la corona de España en la isla Espíritu Santo en Vanuatu, a la que llamó Austrialia del Espíritu Santo pensando que era parte de la Terra Australis Incognita.

### Avistamientos antárticos no verificados
El navegante español Gabriel de Castilla zarpó de Valparaíso en marzo de 1603 al mando de tres naves en una expedición encomendada por su primo hermano, el virrey del Perú Luis de Velasco y Castilla, para reprimir las incursiones de corsarios neerlandeses en los mares al sur. Al parecer esa expedición alcanzó los 64° de latitud sur. No se han hallado aún en archivos españoles documentos que confirmen la latitud alcanzada y si realizaron avistamientos de tierras, sin embargo, el relato del marinero neerlandés Laurenz Claesz (en un testimonio sin fecha, pero probablemente posterior a 1607), documenta la latitud y la época. Claesz declara que él: 

ha navegado bajo el Almirante don Gabriel de Castilla con tres barcos a lo largo de las costas de Chile hacia Valparaiso, i desde allí hacia el estrecho [de Magallanes], en el año de 1604; i estuvo en marzo en los 64 grados i allí tuvieron mucha nieve. En el siguiente mes de abril regresaron de nuevo a las costas de Chile.

Otro documento neerlandés publicado en Ámsterdam en tres idiomas en 1622 afirma que a los 64º S hay tierra «muy alta y montañosa, cubierta de nieve, como el país de Noruega, toda blanca, que parecía extenderse hasta las islas Salomón», lo que podría confirmar un avistamiento previo a la publicación. Las tierras avistadas serían las islas llamadas desde el siglo XIX con el nombre de Shetland del Sur. El documento neerlandés, tal cual se puede notar, aunque ya distinguía la separación entre Tierra del Fuego y la Antártica aún mantenía la creencia de que el continente hoy llamado Antártica incluía a Australia y zonas próximas a las ecuatoriales islas Salomón en las que se suponían grandes minas de oro. 
Otros historiadores atribuyen el primer avistamiento de tierras antárticas al marino neerlandés Dirk Gerritsz, que habría encontrado las islas hoy denominadas Shetland del Sur. Según su relato, su nave fue desviada de curso por una tormenta después de trasponer el estrecho de Magallanes, en el viaje de ida de una expedición neerlandesa a las Indias orientales en 1599. Existen dudas sobre la veracidad del relato de Gerritsz.
En los mapas de la época, el continente antártico y Australia formaban parte de un inmenso continente conjetural llamado Terra Australis Incognita. El primero en descubrir la existencia de un mar que separaba a América de la posible Terra Australis Incognita fue el español Francisco de Hoces, motivo por el cual el mar por él recorrido es conocido en España como mar de Hoces (aunque es más frecuente en la cartografía la denominación pasaje de Drake para referirse al mismo, nomenclatura que además es la utilizada en Chile).

### Descubrimiento de la Antártica

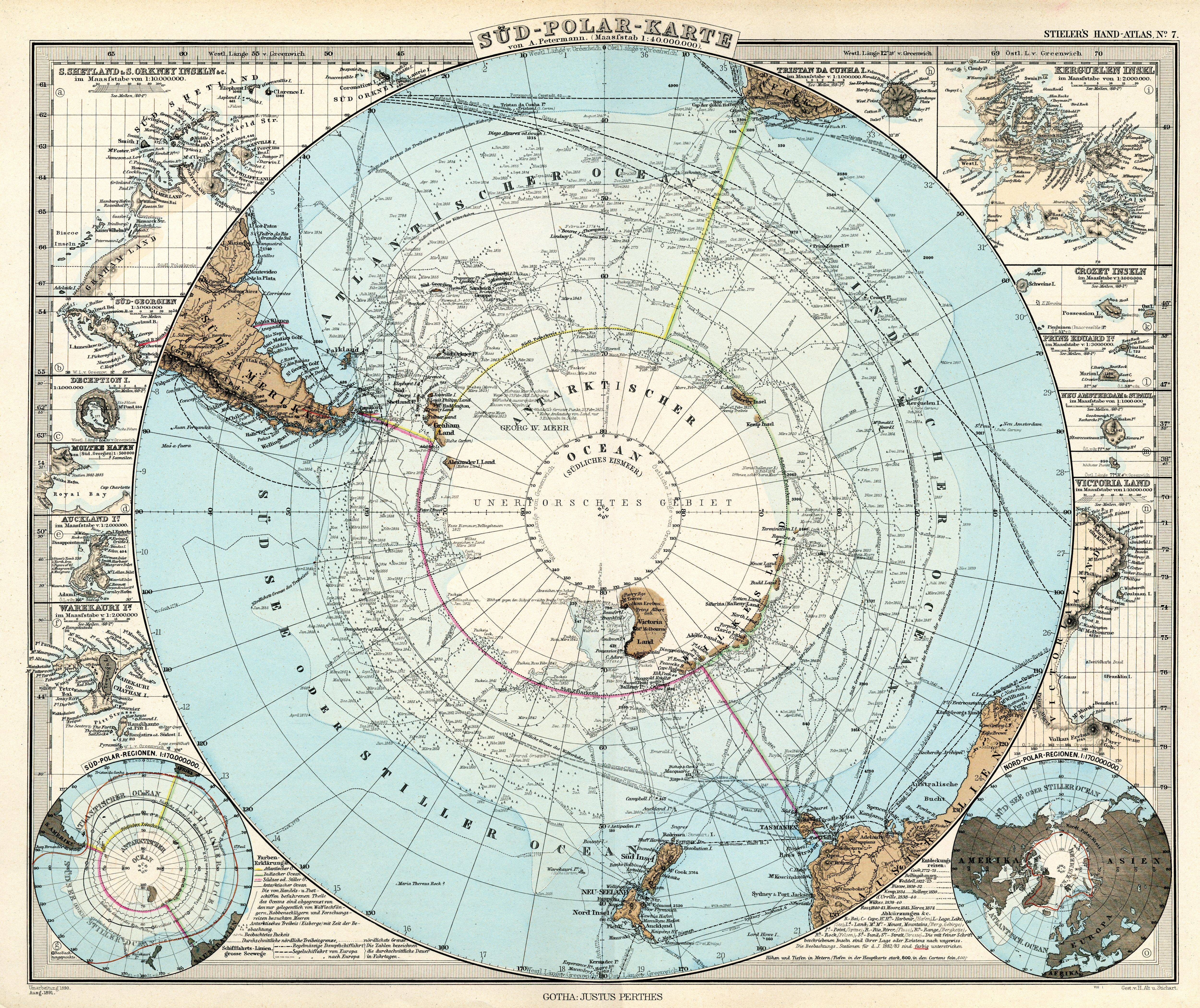
Mapa alemán de la Antártica de 1891; Adolf Stielers Handatlas, publicado por Gotha: Justus Perthes.

Tras la independencia de las colonias americanas, las nuevas repúblicas se reconocieron entre sí el principio del uti possidetis, es decir, los nuevos Estados tendrían como límites aquellos heredados de las colonias españolas de las cuales se originaban. Por ende, la República de Chile estaba constituida por todas aquellas tierras que pertenecieron anteriormente a la Capitanía General de Chile y asumió luego que esos títulos incluían derechos sobre la Antártica.
Una hipótesis no probada es que en el siglo XIX la península Antártica y los archipiélagos de las Antillas del Sur fueron frecuentemente visitados por cazadores de focas españoles e hispanoamericanos, quienes habrían ocultado los territorios en cuestión para evitar la competencia (en especial de los británicos). La presencia de estos cazadores estaría atestiguada por el encuentro de posibles restos de sus refugios en las costas orientales de la península Antártica. En esta época ya existía la certeza de un continente blanco al sur del pasaje de Drake, separado de la Tierra del Fuego. En apoyo de esta hipótesis se cita que el 25 de agosto de 1818 el Gobierno de las Provincias Unidas del Río de la Plata otorgó la primera concesión para la caza de focas y pingüinos en territorios correspondientes al continente antártico a Juan Pedro de Aguirre. En el petitorio que Aguirre había presentado el 18 de febrero solicitó autorización para la instalación de un establecimiento para caza de lobos marinos en alguna de las islas existentes a la altura del polo sur.[cita requerida] Se sabe también que el foquero rioplatense Spiritu Santo al mando del capitán Carlos Tidblom, fue seguido en septiembre de 1819 desde las islas Malvinas por el bergantín estadounidense Hercilia al mando de Nathaniel Palmer alcanzándolo en la isla Decepción en las Shetland del Sur. El hecho de que estos foqueros se dirigieran a las islas con rumbo fijo suele ser considerado como prueba de que las conocían anteriormente.
La primera tierra descubierta en forma confirmada al sur del paralelo 60° S fue por el inglés William Smith a bordo del bergantín mercantil Williams, mientras navegaba desde Buenos Aires a Valparaíso, desviado de su ruta al sur del cabo de Hornos, el 19 de febrero de 1819 avistó la extremidad nordeste (punta Williams) de la isla Livingston. Denunció su descubrimiento en Valparaíso, pero no le fue creído y en otro viaje volvió a desviarse alcanzando el 16 de octubre de 1819 la isla Rey Jorge. Bautizó al archipiélago como Nueva Bretaña del Sur y tomó posesión de él a nombre de la Corona británica, dando a conocer sus descubrimientos al llegar a Montevideo cuando esta ciudad formaba parte de las Provincias Unidas del Río de la Plata. 
Entre 1819 y 1821, los buques rusos Vostok y Mirny, al mando del alemán Fabian Gottlieb von Bellingshausen al servicio de Rusia, navegaron por los mares antárticos. En enero de 1820, de acuerdo con corroboraciones posteriores, avistó territorio continental. En 1821 avistaron una isla a la que denominaron Tierra de Alejandro I (69° 53' S) en honor al zar de Rusia de aquel entonces. La cuestión acerca de quién entre Palmer, Bellingshausen o el teniente británico Edward Bransfield, que acompañó a Smith en el verano de 1819-20, fue el primero en avistar territorio continental antártico, sigue siendo controvertida.
En 1823, el inglés James Weddell descubrió el mar que hoy lleva su nombre, llegando hasta los 74° 15' S y 34° 17º O.
El 10 de junio de 1829, el Gobierno de Buenos Aires dictó el decreto de creación de la Comandancia Político Militar de las Islas Malvinas y las adyacentes al Cabo de Hornos en el mar Atlántico, acto que suele ser considerado en Argentina como incluyendo a las islas antárticas. A partir de esos años, comenzó a producirse un incremento de la caza de ballenas y lobos marinos en la zona.
En 1831 el libertador chileno Bernardo O'Higgins envió una carta a la Marina Real Británica hablando sobre su país:

Chile viejo y nuevo se extiende en el Pacífico desde la bahía de Mejillones hasta Nueva Shetland del Sur, en latitud 65° Sur y en el Atlántico desde la península de San José en latitud 42° hasta Nueva Shetland del Sur, o sea, 23° con una superabundancia de excelentes puertos en ambos océanos, y todos ellos salubres en todas las estaciones. Una simple mirada al mapa de Sudamérica basta para probar que Chile, tal como queda descrito, posee las llaves de esa vasta porción del Atlántico Sur
Bernardo O'Higgins

En 1843 una expedición chilena fundó el Fuerte Bulnes, tomando posesión del estrecho de Magallanes, a sólo días de que llegasen navíos británicos y franceses con el mismo objetivo.
En 1856 se promulgó el tratado de amistad entre Chile y Argentina que reconoció los límites del uti possidetis juris, es decir, los definidos por las leyes indianas hasta 1810.
El crecimiento de la colonia chilena en Magallanes, entonces ya en la ciudad de Punta Arenas, permitió la fundación de compañías para la cacería y explotación de ballenas en los mares antárticos, las que pidieron la autorización del gobierno de Chile. En 1894, se entregó la potestad a la gobernación de Punta Arenas para la explotación de recursos marinos al sur del paralelo 54° S.

### SigloXX
En los primeros años del siglo XX, aumentó el interés por estudiar los territorios antárticos. Algunas de estas expediciones pidieron permiso al gobierno de Chile para poder realizarse, entre las que se puede destacar la del profesor sueco Otto Nordenskjöld en 1902 y la del inglés Robert F. Scott en 1900. También Chile entregó permisos de explotación, como el conferido el 31 de diciembre de 1902 por el Decreto N.º 3310 a Pedro Pablo Benavides para arriendo de las islas Diego Ramírez e Ildefonso, pudiendo extenderse en la pesca hacia el sur indefinidamente, bajo la condición de instalar una estación naval en esas islas.
Un decreto emitido por Chile el 27 de febrero de 1906 cedió la explotación industrial agrícola y pesquera por 25 años, en las islas Diego Ramírez, Shetland del Sur, Georgias del Sur y la Tierra de Graham a Enrique Fabry y a Domingo de Toro Herrera, encargándoseles también el resguardo y la custodia de los intereses soberanos de Chile en la zona. Argentina protestó formalmente el 10 de junio de 1906 por esas acciones de Chile y al año siguiente Chile invitó al Gobierno argentino a negociar un tratado para dividir las islas y la Antártica continental americana, pero no fue aceptado. 
La Carta Patente del 21 de julio de 1908, establecía que: "…el grupo de las islas conocidas con el nombre de Georgias del Sur, Orcadas del Sur, Shetland del Sur, Islas Sándwich y el territorio conocido como Tierra de Graham, situados en el Océano Atlántico Sur, al sur
del paralelo cincuenta de latitud sur, ubicados entre los grados veinte y ochenta de longitud oeste, son parte de Nuestro Dominio…", lo que produjo con conflicto diplomático con el Reino Unido.
Sociedad Ballenera de Corral, creada en 1910 con capitales chilenos, noruegos y, desde 1915, solamente de Adolfo Andresen. Operaron en  el litoral austral y las aguas antárticas, en las Shetland del Sur y Orcadas del Sur. Contó con bases de operaciones en caleta San Carlos en Corral y en isla Decepción.
El 8 de mayo de 1906, se creó legalmente, gracias a la iniciativa del capitán Adolfo Andresen, la Sociedad Ballenera de Magallanes con sede en Punta Arenas, el 7 de julio de 1906 se funda la Sociedad Ballenera de Magallanes, por el Decreto Supremo n.º 2905. Pedro de Bruyne solicitó al Gobernador de Magallanes, Froilán González, la autorización para fundar una estación en las Shetland del Sur, la cual fue autorizada el 1 de diciembre Sur mediante el Decreto N.º 1314 del gobernador de Magallanes, lo cual hicieron en la caleta Balleneros de la isla Decepción, izando allí la bandera chilena e instalando un depósito de carbón. Ese lugar fue visitado por Jean-Baptiste Charcot en diciembre de 1908 para aprovisionarse de carbón y continuó siendo habitado en temporada estival hasta 1914.
A partir de 1906, comenzaron a promulgarse varios decretos, incluso desde el Congreso Nacional de Chile, para permisos de explotación en la zona antártica. El ministro de Relaciones Exteriores de Chile mencionó el 18 de septiembre de ese año los derechos antárticos chilenos en una memoria y declaró que la delimitación del territorio estaría sujeta a investigaciones preliminares. Argentina protestó formalmente el 10 de junio de 1907 por esas acciones de Chile y se inició un proceso de negociaciones para el reconocimiento mutuo de los territorios antárticos. Se establecería un límite para definir dos zonas distintas, pero este tratado nunca se firmó.
El 21 de julio de 1908, el Reino Unido anunció oficialmente su reclamación de soberanía sobre todas las tierras dentro de los meridianos 20° y 80° al sur del paralelo 50°, que en 1917 trasladó al sur del paralelo 58° y en 1962, al paralelo 60° S.
En 1914, el británico Ernest Shackleton inició una expedición para cruzar el Polo Sur desde el mar de Weddell al mar de Ross. Con dos naves, el Endurance y el Aurora, se dirigió hacia el continente blanco, pero el clima empeoró drásticamente hasta que un témpano destruyó completamente al primer navío. Shackleton navegó por diversos puertos argentinos, de las islas Malvinas y Georgias del Sur sin encontrar a nadie que se atreviera a buscar a los expedicionarios atrapados en una isla antártica. Sin embargo, en Punta Arenas encontró al piloto Luis Pardo Villalón, quien, a bordo del Yelcho, logró rescatar a los náufragos en la isla Elefante. El 4 de septiembre de 1916 fueron recibidos en el puerto de Punta Arenas como héroes. La hazaña del piloto Pardo, navegando con temperaturas cercanas a los -30° y en un mar tormentoso lleno de témpanos, le valió el reconocimiento nacional e internacional.

### Soberanía y Tratado Antártico

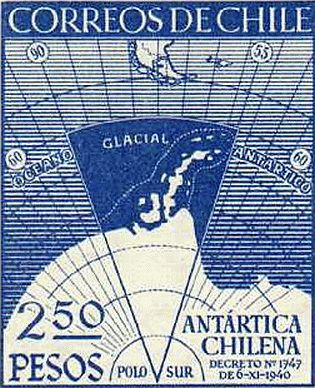
Sello postal conmemorativo de la declaración de soberanía sobre el Territorio Antártico.

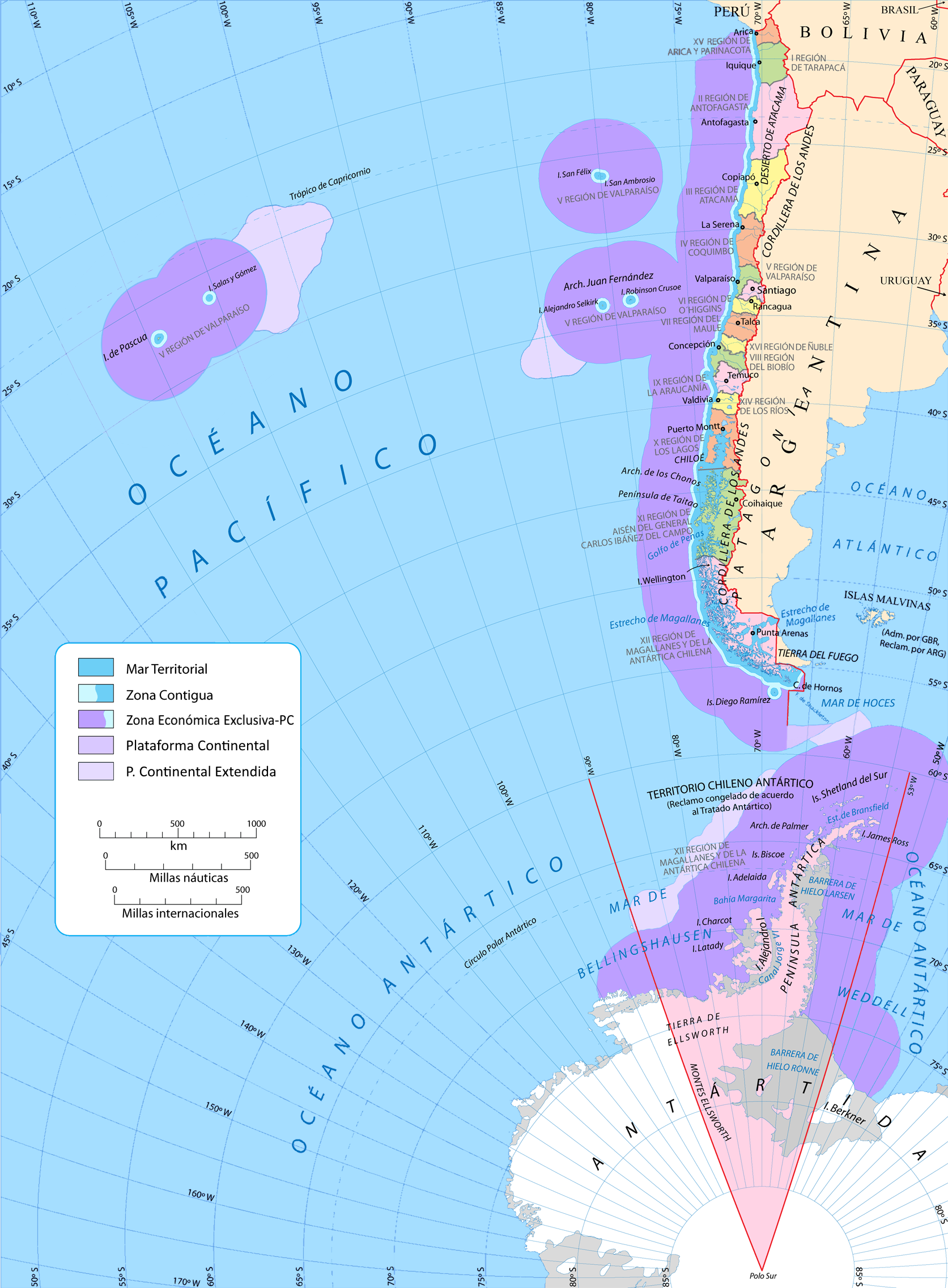
Mapa de Chile tricontinental, incluyendo reclamación antártica, su plataforma continental-zona económica exclusiva y plataforma continental extendida.

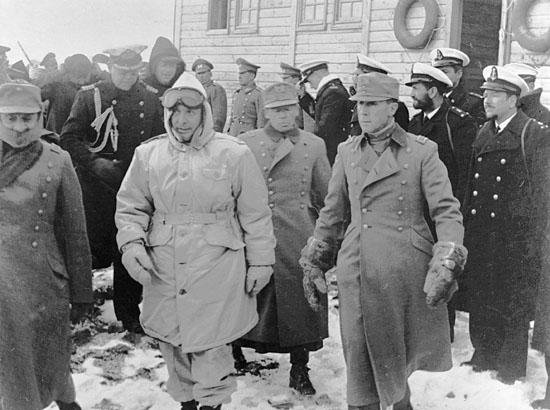
Gabriel González Videla durante la inauguración de la Base General Bernardo O'Higgins en la Antártica, en 1948.

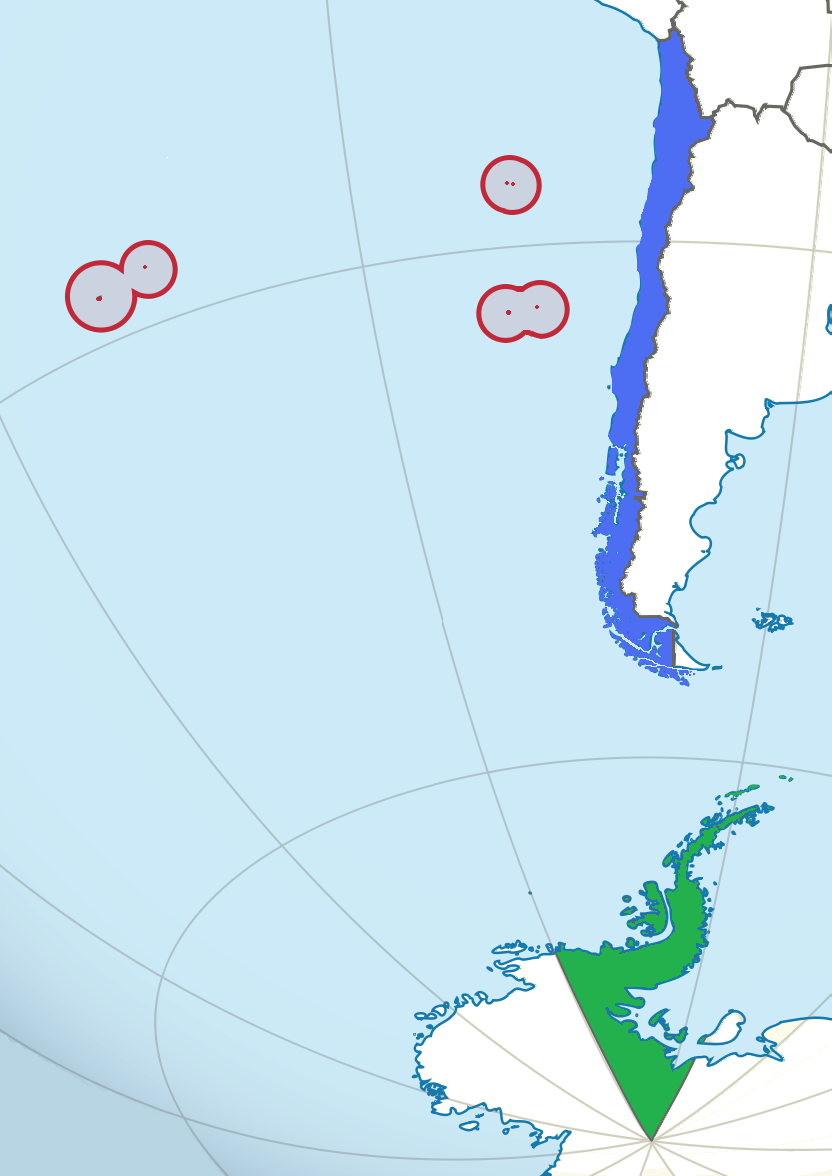
Mapa de las tres áreas en que se divide el territorio chileno:
En azul: Chile continental.
En rojo: Chile insular.
En verde: Chile Antártico.

El 14 de enero de 1939, Noruega declaró sus reclamaciones territoriales sobre territorio antártico entre los meridianos 0° y 20°, lo que inquietó al Gobierno chileno, por lo que el presidente Pedro Aguirre Cerda incentivó la definición del Territorio Antártico Nacional y el 7 de septiembre de ese año estableció por decreto N.º 1541 una comisión especial para examinar los intereses del país en la Antártica.
La comisión estableció los límites de acuerdo con la teoría de los sectores polares teniendo en cuenta precedentes geográficos, históricos, jurídicos y diplomáticos, los cuales fueron oficializados por el Decreto N.º 1747, promulgado el 6 de noviembre de 1940 y publicado el 21 de junio de 1955. Como en Chile se consideraba que sus derechos antárticos llegaban hasta la línea del Tratado de Tordesillas, al fijar el decreto el límite de su reclamación en un meridiano situado más al occidente (el de 53° O), se redujo su pretensión para no incluir a las islas Orcadas del Sur en consideración de los derechos argentinos. Argentina protestó formalmente por el decreto mediante nota del 12 de noviembre de 1940, rechazando su validez y expresando una potencial reclamación a la misma área. A su vez, el Reino Unido protestó el 25 de febrero de 1941.

El Territorio Chileno Antártico y la Antártida Argentina según Chile. Ambos países le reconocen al otro el territorio que no se superpone con el propio.
A fines de 1940, Argentina y Chile reconocieron mutuamente «que Chile y Argentina tienen derechos indiscutibles de soberanía en la zona polar denominada Antártida americana». Hubo entendimientos entre ambos países en 1952 y 1953.

En enero de 1942, Argentina declaró sus derechos antárticos entre los meridianos 25° y 68° 24' O, el de punta Dungeness. El 2 de septiembre de 1946, el Decreto N.º 8944 fijó nuevos límites para el Sector Antártico Argentino entre los meridianos 25° y 74° de longitud Oeste. Finalmente, el 28 de febrero de 1957, el Decreto Ley N.º 2129 estableció los límites definitivos de su reclamación entre los meridianos 25° y 74° Oeste y el paralelo 60° de latitud Sur. Este decreto estableció un territorio que se superpone sobre parte del territorio reclamado por Chile.
En 1947, Chile comenzó a ejercer actos de soberanía en el continente antártico con la Primera Expedición Antártica Chilena y la instalación de la Estación Meteorológica y Radiotelegráfica Soberanía, actual Base Naval Capitán Arturo Prat. Al año siguiente, y como forma de asentar las reclamaciones chilenas, el presidente Gabriel González Videla inauguró la Base General Bernardo O'Higgins, siendo la primera visita oficial de un jefe de Estado a la Antártica.
El 4 de marzo de 1948, Chile y Argentina firmaron un mutuo acuerdo en la protección y defensa jurídica de sus derechos territoriales antárticos, reconociendo mutuamente:

[...] hasta tanto se pacte, mediante acuerdos amistosos, la línea de común vecindad en los territorios antárticos de Chile y la República Argentina, declaran:

1) Que ambos Gobiernos actuarán de común acuerdo en la protección y defensa jurídica de sus derechos en la Antártida Sudamericana, comprendida entre los meridianos 25° y 90°, de longitud oeste de Greenwich, en cuyos territorios se reconocen Chile y la República Argentina indiscutibles derechos de soberanía.

En 1953, el representante de India en las Naciones Unidas presentó un proyecto para la internacionalización del continente antártico, movimiento al que adhirieron varios países sin historia de actos de soberanía sobre dicho continente. Los que sí los tenían comenzaron gestiones para evitar la internacionalización, y el embajador chileno en Nueva Delhi, Miguel Serrano, logró que el primer ministro Jawaharlal Nehru bajara la propuesta.
El 4 de mayo de 1955, el Reino Unido presentó dos demandas, contra Argentina y Chile, respectivamente, ante la Corte Internacional de Justicia para que esta declarara la invalidez de las reclamaciones de soberanía de los dos países sobre las áreas antárticas y subantárticas. El 15 de julio de 1955, el Gobierno chileno rechazó la jurisdicción de la Corte en ese caso y el 1 de agosto lo hizo también el Gobierno argentino, por lo que el 16 de marzo de 1956 las demandas fueron archivadas.
La ley N.º 11486 del 17 de junio de 1955 puso al Territorio Chileno Antártico bajo la dependencia de la provincia de Magallanes, la que se transformó el 12 de julio de 1974 en la XII Región de Magallanes y de la Antártica Chilena. El 4 de noviembre de 1975, se creó la provincia Antártica Chilena con las comunas de Navarino y Antártica Chilena.
En 1958, el presidente de los Estados Unidos Dwight Eisenhower invitó a Chile a la Conferencia por el Año Geofísico Internacional para resolver el asunto antártico. El 1 de diciembre de 1959, Chile firmó el Tratado Antártico, que estableció que:
- La Antártica es Patrimonio de la Humanidad.
- Da al territorio antártico fines pacíficos, impidiéndose la instalación militar o armada.
- Los países firmantes del tratado tienen derecho a establecer bases con fines científicos (biología marina, sismología, vulcanología, etc.).
- Deja los litigios sobre las reclamaciones congelados asegurando a cada nación firmante un statu quo por el tiempo que dure el tratado.
- En este territorio de fines pacíficos no se pueden hacer ensayos nucleares, ni de guerra, ni dejar desechos tóxicos.

En julio de 2003, Chile y Argentina comenzaron a instalar un refugio común llamado Abrazo de Maipú, a medio camino entre las bases O'Higgins, de Chile, y Esperanza, de Argentina.
En febrero de 2022 Chile entregó su segunda presentación parcial respecto de la Plataforma Continental Extendida Occidental del Territorio Chileno Antártico y en agosto del mismo año realiza las presentaciones orales de ambas presentaciones parciales en la Sesión N°55 de la Comisión de Límites de la Plataforma Continental en la ONU en Nueva York.
En 2023 el SHOA puso a disposición un gráfico ilustrativo que muestra todos los espacios marítimos reclamados por el país, incluyendo los de la plataforma continental y plataforma continental extendida del Territorio Chileno Antártico.
El 3 de enero de 2025, el presidente Gabriel Boric se convirtió en el primer jefe de Estado del mundo en pisar el polo sur y tercer jefe de Gobierno, siendo el primero de Iberoamérica. Anteriormente Helen Clark de Nueva Zelanda estuvo en 2007 y Jens Stoltenberg de Noruega en 2011.

## Geografía y clima

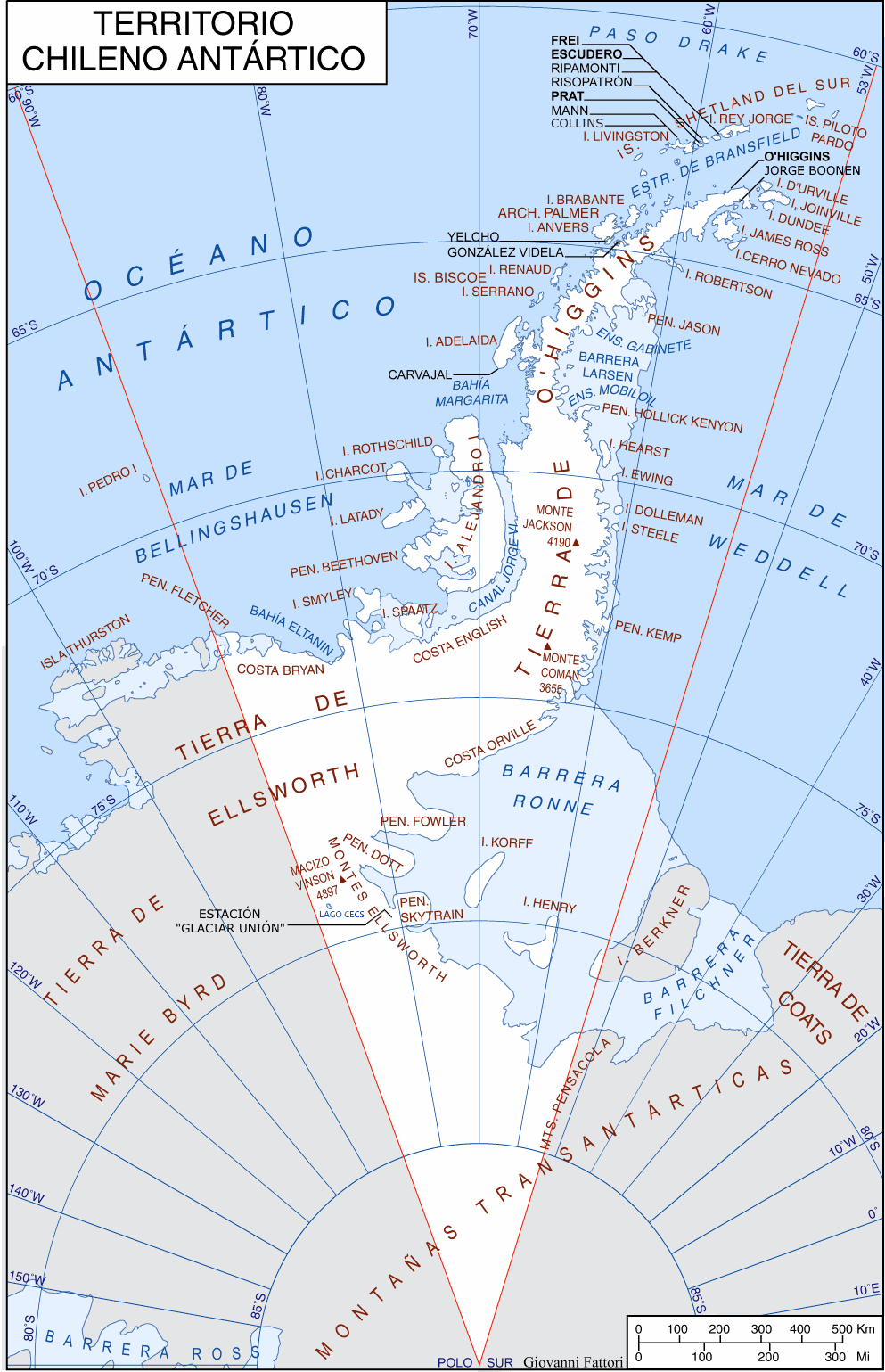
Mapa del Territorio Chileno Antártico.

El Territorio Chileno Antártico tiene una superficie de 1 250 257 km2, equivalentes a más del 60 % del total de la superficie chilena, la que está cubierta en su totalidad, a excepción de pequeñas zonas costeras, por una gruesa capa de hielo y nieve, las que pueden superar los 1200 m de profundidad en ciertos sectores del interior del continente.
La zona bajo reclamación chilena está constituida principalmente por un sector de la Antártida Menor u Occidental, que incluye la península Antártica, conocida en Chile como «Tierra de O'Higgins», siendo atravesada longitudinalmente por la cordillera de los Antartandes. Esta cadena montañosa es la continuación de la cordillera de los Andes. Los Antartandes a su vez, diferencian claramente tres zonas geográficas en la Tierra de O'Higgins: la vertiente occidental, la meseta central y la vertiente oriental.
Los Antartandes alcanzan los 4190 m de altitud en el monte Jackson y los 3655 m en el monte Coman.
Dentro del sector reclamado por Chile, en el suroeste del territorio, se encuentran las más altas cumbres del continente antártico, incluyendo el punto de mayor altitud, las que forman parte de los montes Centinela:
- Macizo Vinson de 4897 m s. n. m.
- Monte Tyree de 4852 m s. n. m.
- Monte Shinn de 4800 m s. n. m.

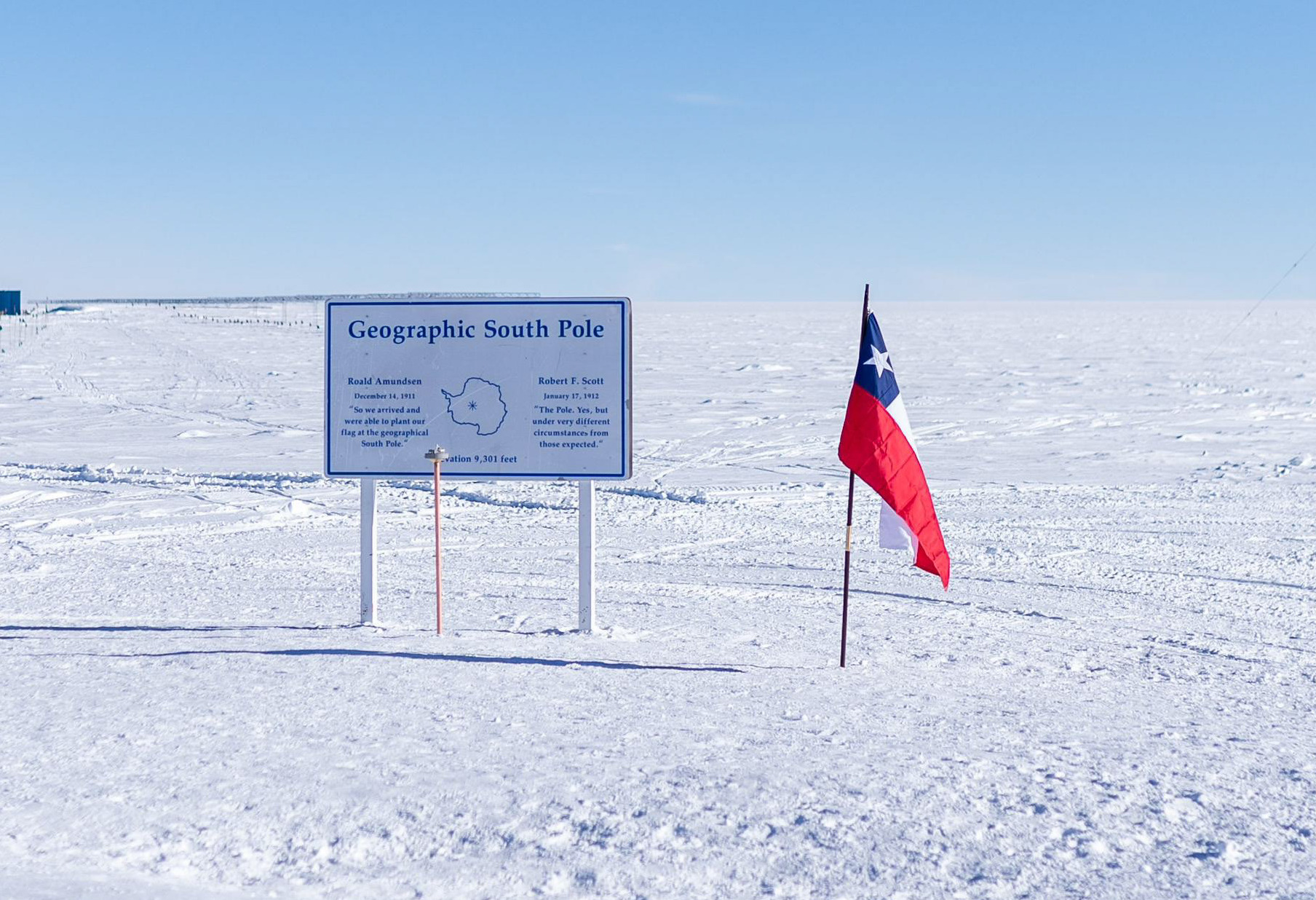
Frontera Sur del Chile Tricontinental, el polo sur con una bandera nacional.

El Territorio reclamado posee un lago subglacial, el Lago CECs, el cual fue descubierto en enero de 2014 por científicos del Centro de Estudios Científicos con sede principal en Valdivia y fue validado en mayo de 2015 con la publicación en la revista «Geophysical Research Letters» la cual es especialista en el tema. El lago cuenta con una superficie estimada de 18 km2, se encuentra a 2,6 km de profundidad bajo el hielo, está ubicado en una zona divisoria de tres grandes glaciares por lo que se encuentra en una situación de baja perturbación, el movimiento del hielo es casi inexistente. Existe una hipótesis de que podría albergar vida, esta se habría desarrollado en condiciones de extremo aislamiento ya que el lago está encapsulado.
Las precipitaciones del territorio son relativamente escasas y van disminuyendo hacia el polo sur, donde impera el «desierto polar».
Las zonas costeras más septentrionales, como el norte de la península Antártica e islas Shetland del Sur, tienen un clima subpolar o de tundra, es decir, la temperatura promedio del mes más cálido supera los 0 °C, por lo tanto hay tierras descubiertas de capa de hielo permanente. El resto del territorio se encuentra bajo el régimen de clima polar.
El Territorio Chileno Antártico corresponde geográficamente a las zonas UTC−4, UTC−5 y UTC−6. No obstante, se aplica en la totalidad de este la regulación provista para la región de Magallanes y Antártica Chilena, la cual a partir de 2017 es el horario UTC−3 todo el año.

### Principales sectores
Dentro del territorio reclamado por Chile, los principales sectores son:
- Islas Piloto Pardo
- Islas Shetland del Sur
- Tierra de O'Higgins (Tierra de Graham y Tierra de Palmer)
- Barrera de hielo Ronne
- Isla Adelaida
- Isla Alejandro I
- Tierra de Ellsworth (Zona oriental)

## Población
La Comuna Antártica tiene una población de 150 habitantes en las bases chilenas, según el censo realizado a nivel nacional en 2012, que corresponden a 54 civiles y 96 militares. Estos habitantes son mayoritariamente miembros de la Fuerza Aérea de Chile y sus familias, que en su mayoría viven en Villa Las Estrellas. Este poblado, ubicado junto a la Base Presidente Eduardo Frei Montalva, en la isla Rey Jorge, fue inaugurado el 9 de abril de 1984 y cuenta con un aeródromo, un banco, una escuela y guardería infantil, un hospital, un supermercado, telefonía móvil y televisión.
El 21 de noviembre de 1984 nació, en Villa Las Estrellas, el primer chileno antártico, Juan Pablo Camacho Martino. Hasta el momento, han nacido en total tres chilenos en el Territorio Chileno Antártico, Gisella Cortés Rojas (2 de diciembre de 1984) e Ignacio Miranda Lagunas (23 de enero de 1985). No se conocen entre ellos y tampoco han vuelto al continente blanco. Ignacio es hasta el momento el antártico más reciente. En la actualidad, el desarrollo del turismo ha aumentado de manera explosiva, a través de aviones (manejados mayoritariamente por Grupo DAP) y cruceros que parten desde Punta Arenas o Ushuaia.

## Bases

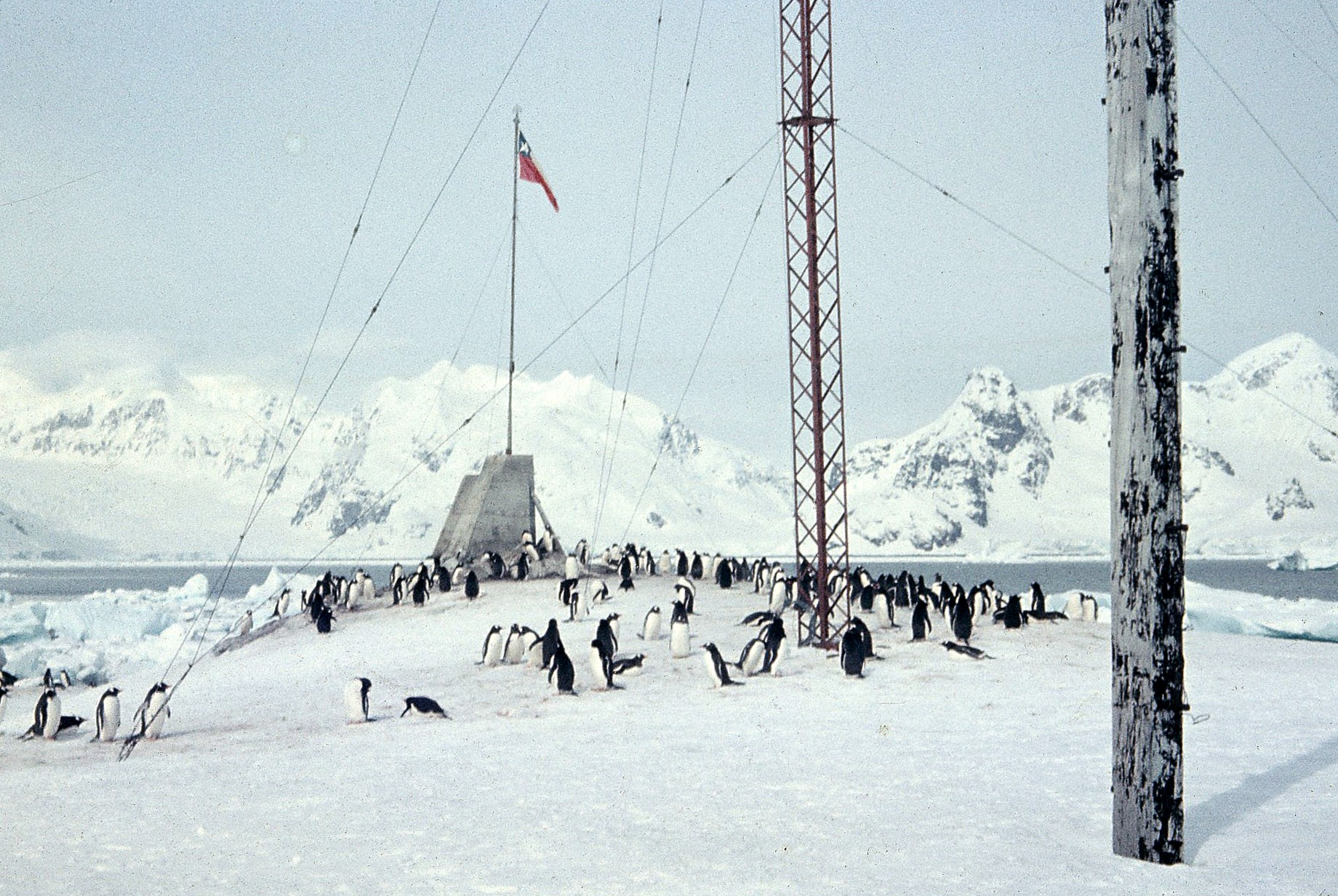
Pingüinos alrededor de la Base Gabriel González Videla, en 1957.

Debido a las características geográficas de la península Antártica, esta posee las mejores condiciones para el desarrollo de la vida humana. 
Existen 4 bases permanentes chilenas operativas durante todo el año, mientras que existen otras 5 que permanecen abiertas solo durante el verano austral (diciembre-marzo) junto a 4 refugios.
El mayor centro poblacional está enclavado en la isla Rey Jorge y está formado por la Base Presidente Eduardo Frei Montalva (1980), que posee una pista aérea, el Centro Meteorológico Presidente Frei (1969) y la Villa Las Estrellas. Perteneciente a Chile, este enclave es el núcleo de apoyo logístico más importante para los restantes países con bases científicas en la isla Rey Jorge.
El Instituto Antártico Chileno (INACH), dependiente del Ministerio de Relaciones Exteriores, inauguró en la misma isla la Base Profesor Julio Escudero, principal centro científico de Chile en la Antártica.
La Armada de Chile también colabora en la Base Johann Gregor Mendel perteneciente a República Checa desde el 14 de enero de 1995.
El máximo es de cuatro investigadores chilenos puedan llevar a cabo trabajos científicos en la base. Para concretar esta posibilidad, los investigadores chilenos deberán presentar una carta de un investigador líder checo, con quien colaboraría en su propuesta
En la lista que se detalla a continuación, se nombran las bases antárticas:
(P): Permanentes; abiertas todo el año.
(V): Abiertas sólo durante el verano austral.
(R): Bases abandonadas o en ruinas (sólo aparecen las de Chile).
Bases y Refugios Antárticos Chilenos
| Nombre                                           | País              | Ubicación           | Estado |
| ------------------------------------------------ | ----------------- | ------------------- | ------ |
| Base Presidente Eduardo Frei Montalva            | Chile             | Isla Rey Jorge      | P      |
| Base General Bernardo O'Higgins                  | Chile             | Península Antártica | P      |
| Base Capitán Arturo Prat                         | Chile             | Isla Greenwich      | P      |
| Base Profesor Julio Escudero                     | Chile             | Isla Rey Jorge      | P      |
| Estación Polar Científica Conjunta Glaciar Unión | Chile             | Glaciar Unión       | V      |
| Base Yelcho                                      | Chile             | Isla Doumer         | V      |
| Base Doctor Guillermo Mann                       | Chile             | Isla Livingston     | V      |
| Base Presidente Gabriel González Videla          | Chile             | Bahía Paraíso       | V      |
| Base Teniente Luis Carvajal                      | Chile             | Isla Adelaida       | V      |
| Refugio Collins                                  | Chile             | Península Fildes    | V      |
| Refugio Julio Ripamonti                          | Chile             | Isla Ardley         | V      |
| Refugio Luis Risopatrón                          | Chile             | Isla Robert         | V      |
| Refugio General Jorge Boonen Rivera              | Chile             | Bahía Duse          | V      |
| Refugio Cabo Gutiérrez Vargas                    | Chile             | Isla Decepción      | R      |
| Base Teniente Arturo Parodi Alister              | Chile             | Montes Patriot      | R      |
| Base Antonio Huneeus                             | Chile             | Montes Patriot      | R      |
| Base Pedro Aguirre Cerda                         | Chile             | Isla Decepción      | R      |
| Refugio Doctor Guillermo Mann                    | Chile             | Bahía Hughes        | R      |
| Refugio Abrazo de Maipú                          | Chile · Argentina | Península Trinidad  | R      |

Algunas de las bases internacionales existentes en el territorio reclamado:
| Nombre                             | País            | Ubicación               | Estado |
| ---------------------------------- | --------------- | ----------------------- | ------ |
| Base Johann Gregor Mendel          | República Checa | Isla James Ross         | V      |
| Base Gran Muralla                  | China           | Isla Rey Jorge          | P      |
| Base Amundsen-Scott                | Estados Unidos  | Polo Sur                | P      |
| Base Carlini                       | Argentina       | Isla Rey Jorge          | P      |
| Base San Martín                    | Argentina       | Bahía Margarita         | P      |
| Base Esperanza                     | Argentina       | Península Antártica     | P      |
| Base Marambio                      | Argentina       | Isla Seymour            | P      |
| Base Brown                         | Argentina       | Península Antártica     | V      |
| Base Cámara                        | Argentina       | Isla Media Luna         | V      |
| Base Decepción                     | Argentina       | Isla Decepción          | V      |
| Base Matienzo                      | Argentina       | Barrera de hielo Larsen | V      |
| Base Melchior                      | Argentina       | Archipiélago Palmer     | V      |
| Base Petrel                        | Argentina       | islas Shetland del Sur  | V      |
| Base Primavera                     | Argentina       | Península Antártica     | V      |
| Puerto Lockroy                     | Reino Unido     | Islote Goudier          | P      |
| Base Rothera                       | Reino Unido     | Isla Adelaida           | P      |
| Base Fossil Bluff                  | Reino Unido     | Isla Alejandro I        | V      |
| Aeródromo Sky Blu                  | Reino Unido     | Tierra de Ellsworth     | V      |
| Base Eco Nelson                    | Privada         | Isla Nelson             | V      |
| Base Palmer                        | Estados Unidos  | Isla Anvers             | P      |
| Base Antártica Gabriel de Castilla | España          | Isla Decepción          | V      |
| Base Pedro Vicente Maldonado       | Ecuador         | Isla Greenwich          | V      |
| Base San Clemente de Ohrid         | Bulgaria        | Isla Livingston         | V      |
| Base Juan Carlos I                 | España          | Isla Livingston         | V      |
| Laboratorio Dallmann               | Alemania        | Isla Rey Jorge          | V      |
| Base Comandante Ferraz             | Brasil          | Isla Rey Jorge          | P      |
| Base King Sejong                   | Corea del Sur   | Isla Rey Jorge          | P      |
| Base Machu Picchu                  | Perú            | Isla Rey Jorge          | P      |
| Base Henryk Arctowski              | Polonia         | Isla Rey Jorge          | P      |
| Base Bellingshausen                | Rusia           | Isla Rey Jorge          | P      |
| Base General Artigas               | Uruguay         | Isla Rey Jorge          | P      |
| Base Vernadsky                     | Ucrania         | Islas Argentina         | P      |
| Base Siple                         | Estados Unidos  | Montes Ellsworth        | V      |
| ECARE - Ruperto Elichiribehety     | Uruguay         | Península Antártica     | V      |

## Gripe Aviar en la Antártica

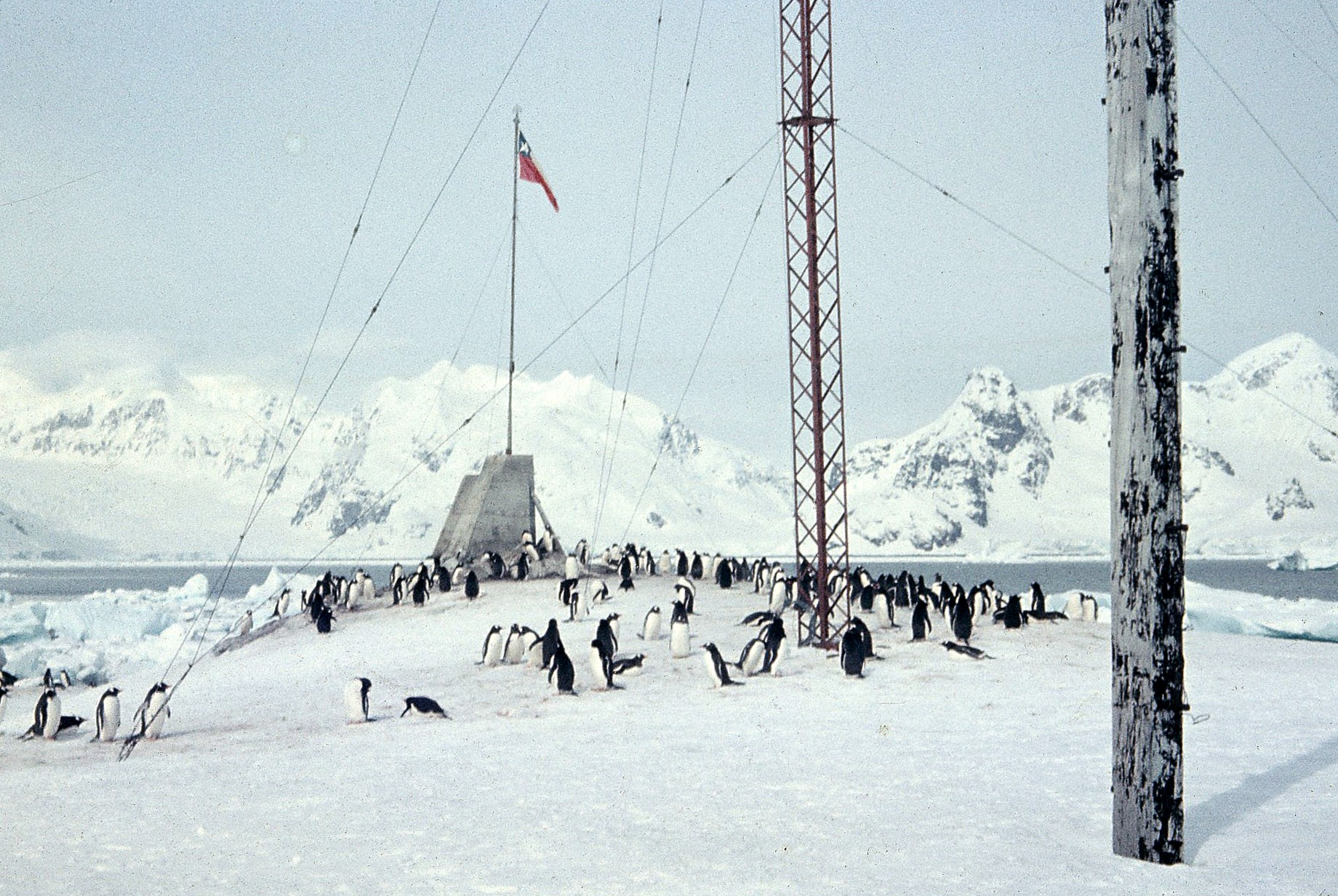
Pingüinos alrededor de la Base Gabriel González Videla, en 1957.

En enero de 2024, un grupo de investigadores dirigido por el Dr. Elie Poulin de la Universidad de Chile, la Dra. Julianna Vianna de la Pontificia Universidad Católica de Chile y la Dra Céline LeBohec de la Universidad de Montpellier, del Centro Científico de Mónaco (CSM) y el Instituto Oceanográfico de la Fundación Alberto I Príncipe de Mónaco (IOM), identificó casos positivos de Influenza Aviar de Alta Patogenicidad (H5N1), también conocida como gripe aviar. Este hallazgo se logró a través de la toma de muestras en pingüinos de Adelia y cormoranes antárticos durante la LX Expedición Científica Antártica (ECA 60) organizada por el Instituto Antártico Chileno (INACH).
El descubrimiento se confirmó tras un análisis de PCR, altamente sensible, tomado por la Dra. Fabiola León del Instituto Milenio BASE, detectándose nueve casos de gripe aviar a través de muestras que fueron obtenidas en trece sitios de reproducción a lo largo de la península Antártica y la costa occidental del continente blanco, siendo los primeros registros de estas dos especies de infección en la Antártica.

## Galería

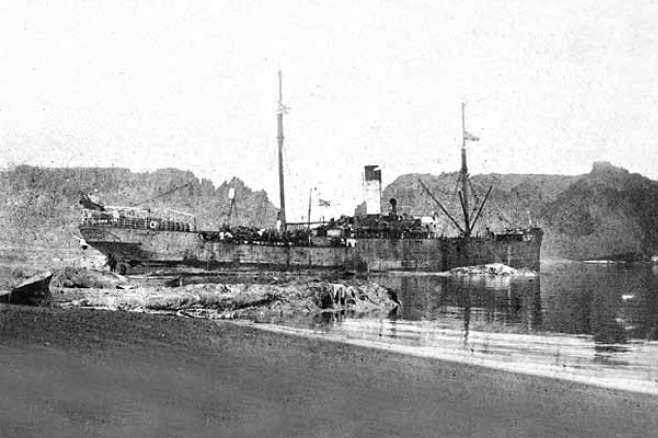
Buque factoría Gobernador Bories, anclado en bahía Balleneros, isla Decepción, en 1908.
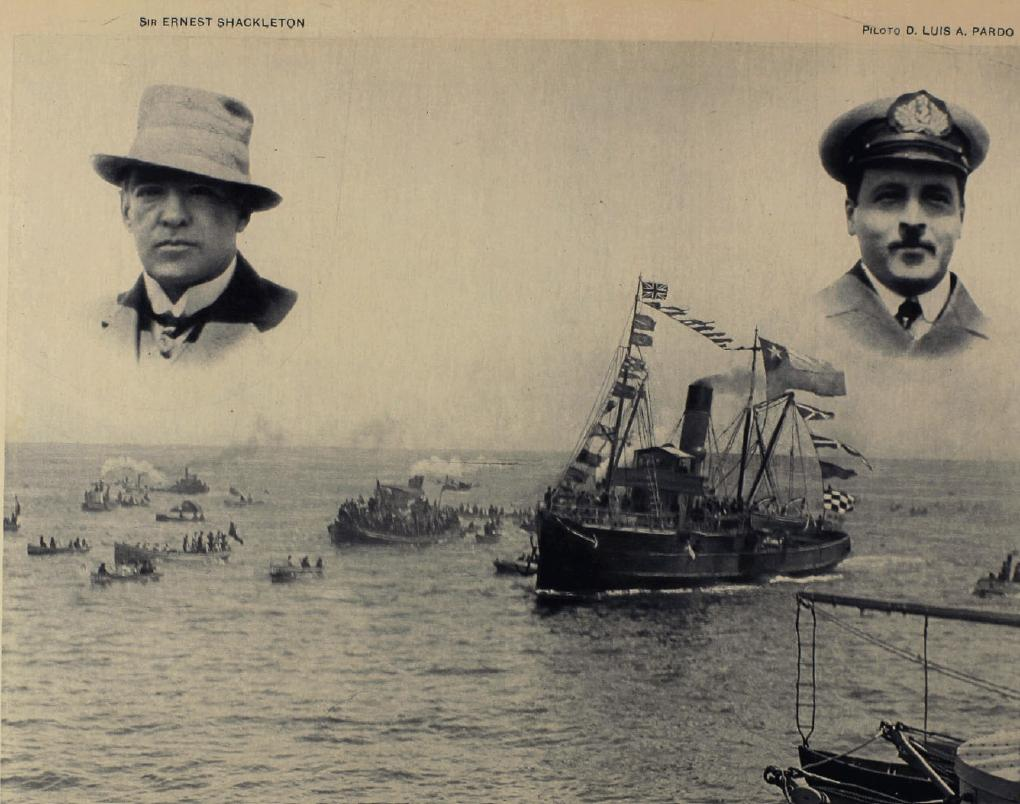
Escampavía Yelcho que rescatara en 1916, a la tripulación de la Expedición Imperial Transantártica junto a la foto de Ernest Shackleton (izquierda) y Luis Pardo Villalón.
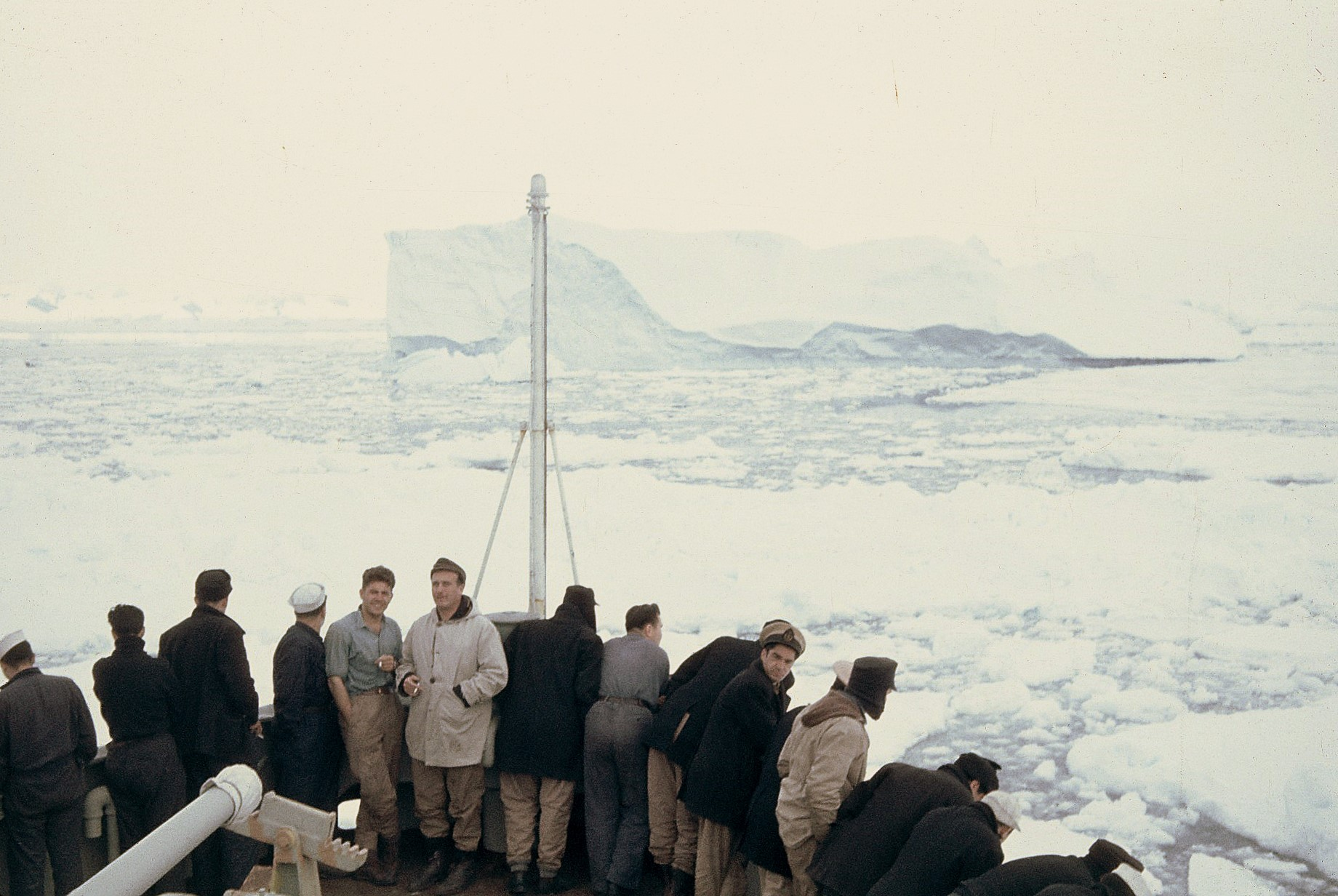
Navegación del Canal Lemaire.
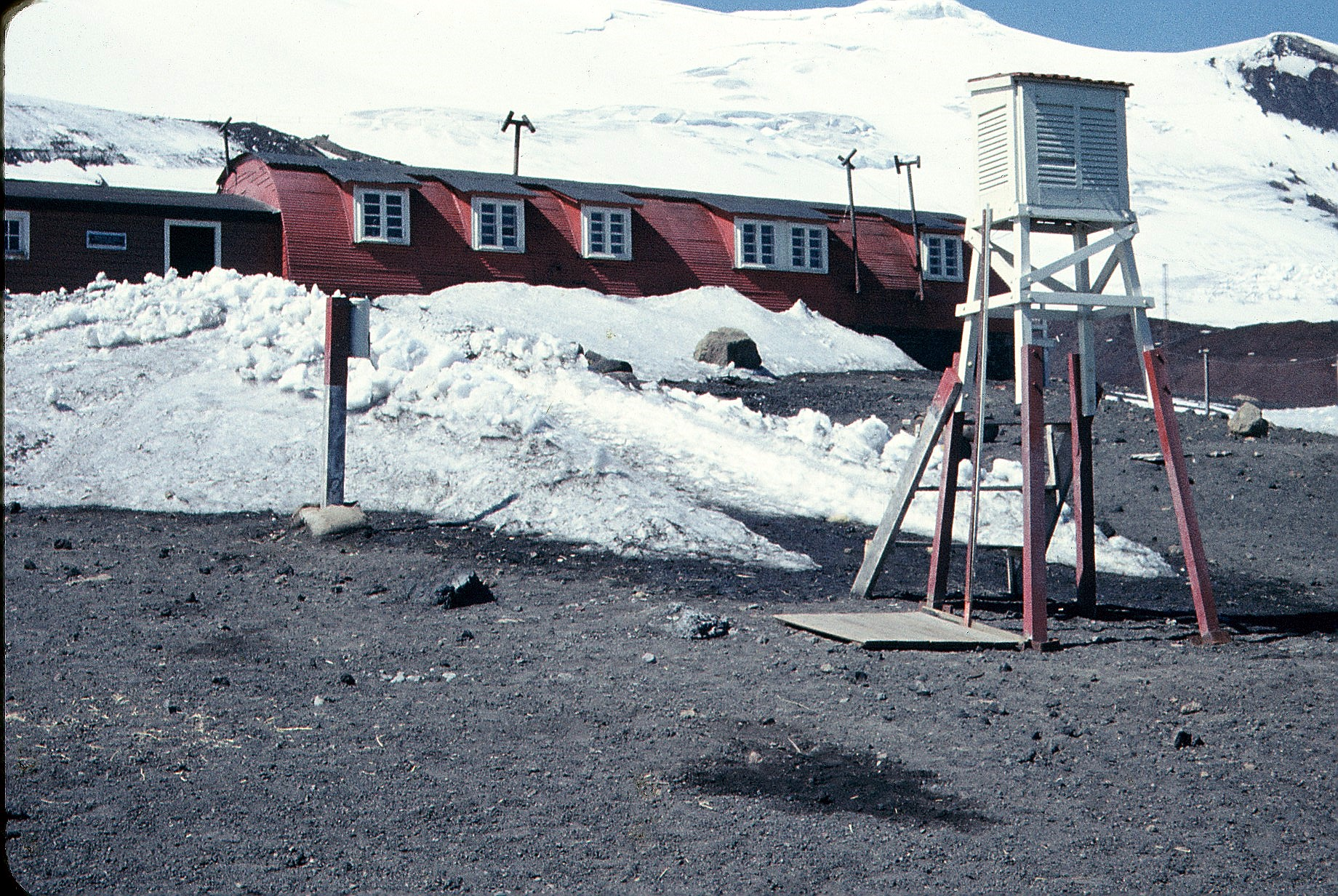
Base Pedro Aguirre Cerda, en la isla Decepción, 1958.
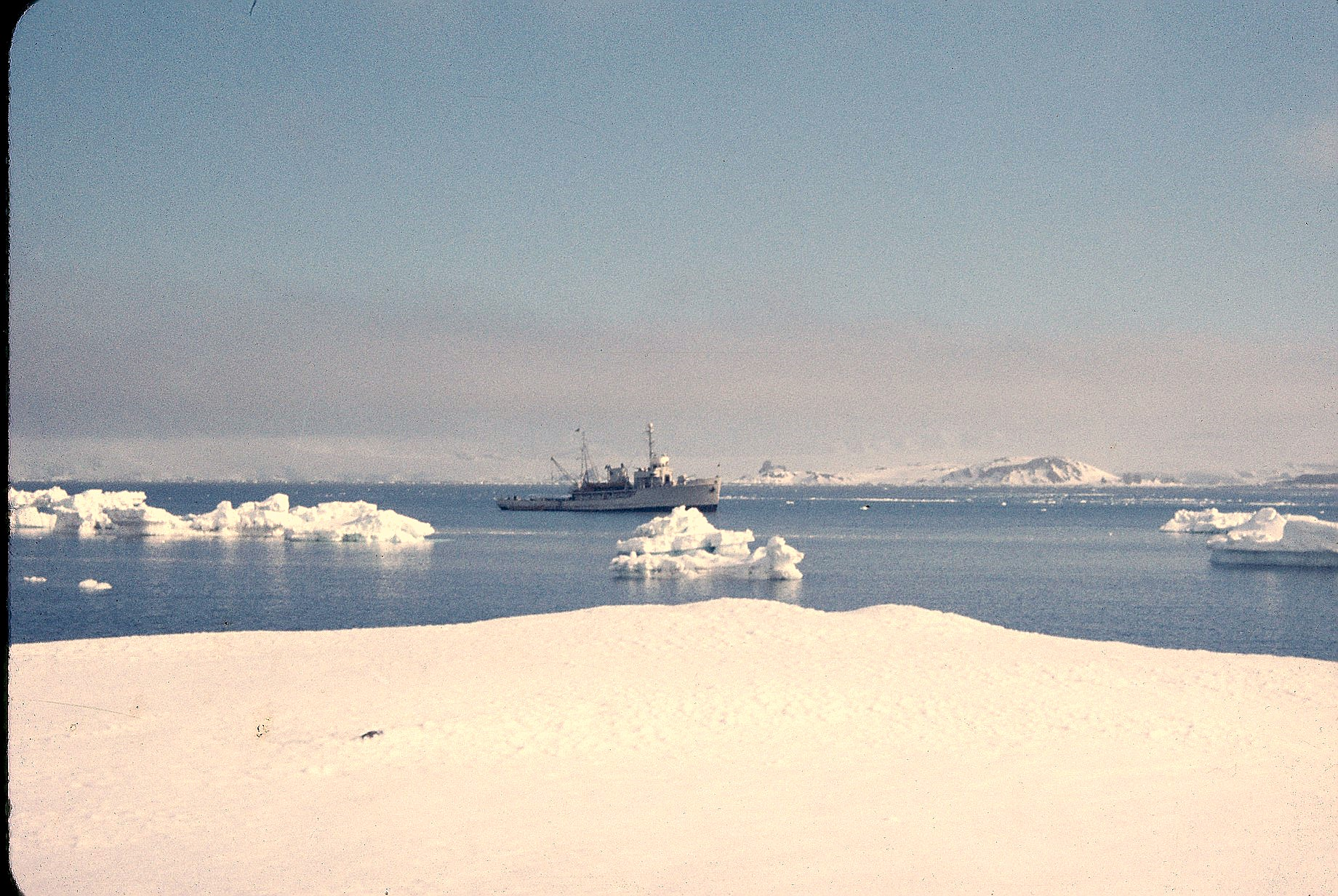
Patrullera chilena Lientur en Cooper Mine, isla Robert, 1958.
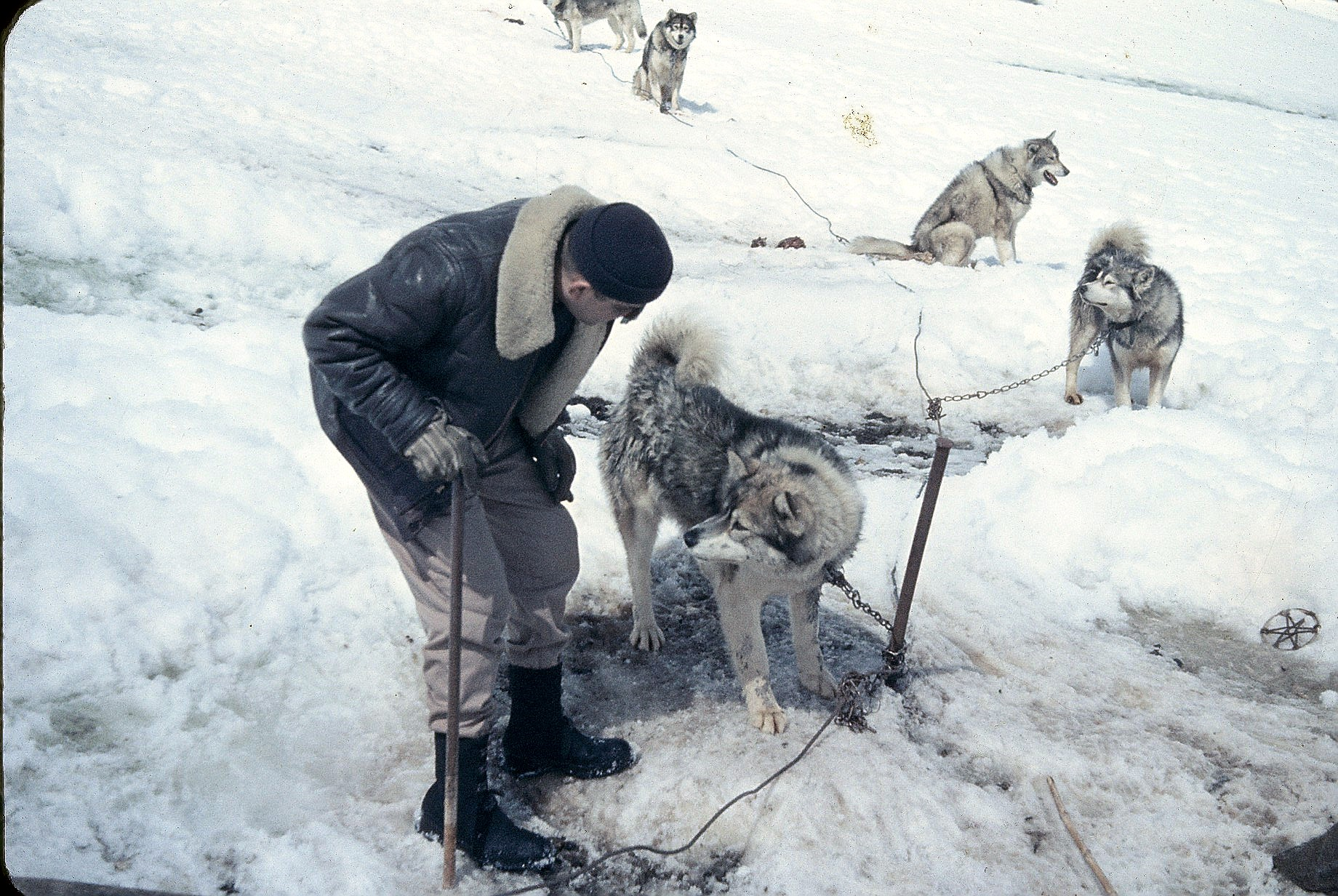
Perros antárticos en la Base O'Higgins, 1958.
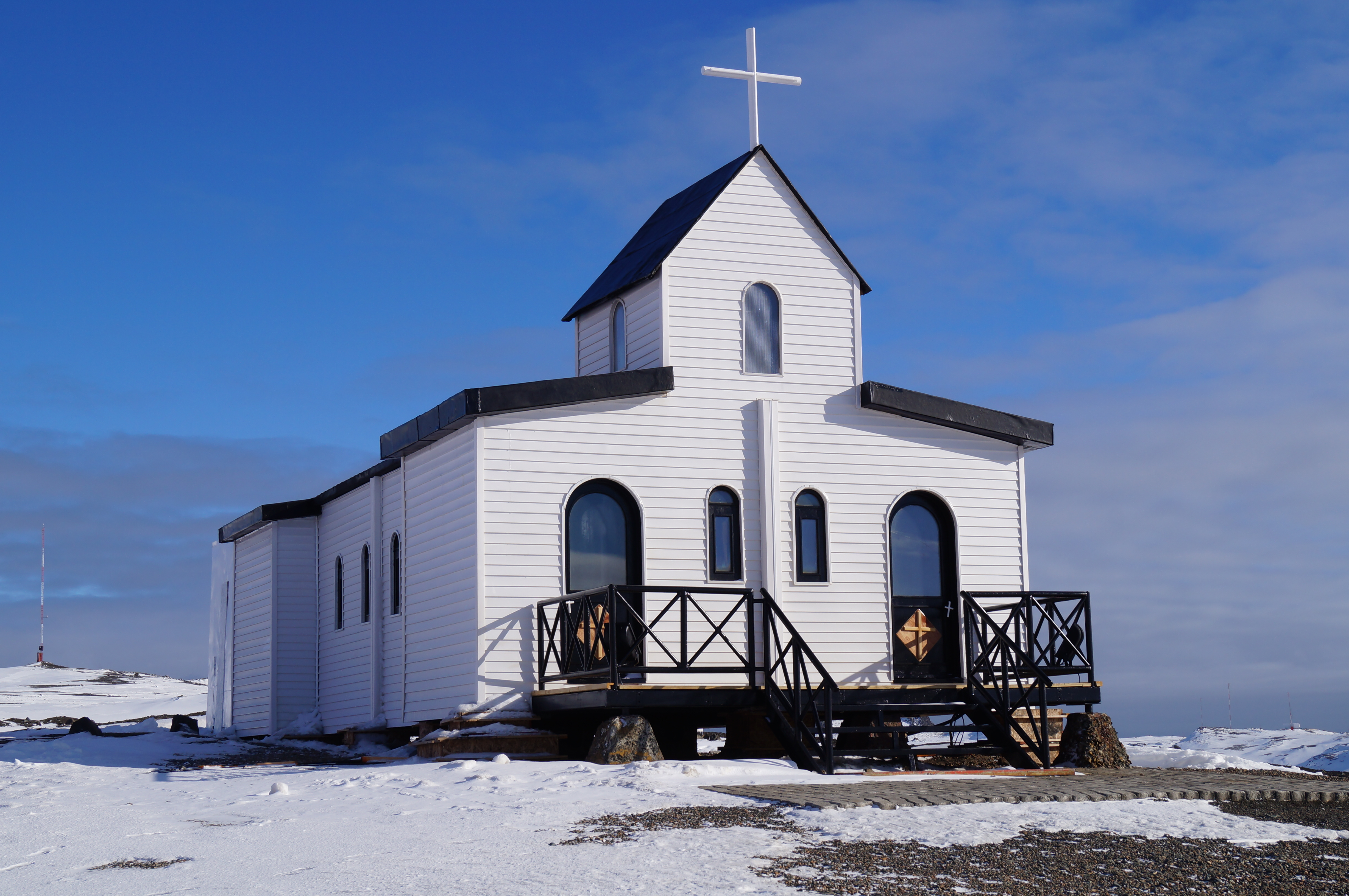
Capilla Santa María Reina de la Paz, Base Frei.
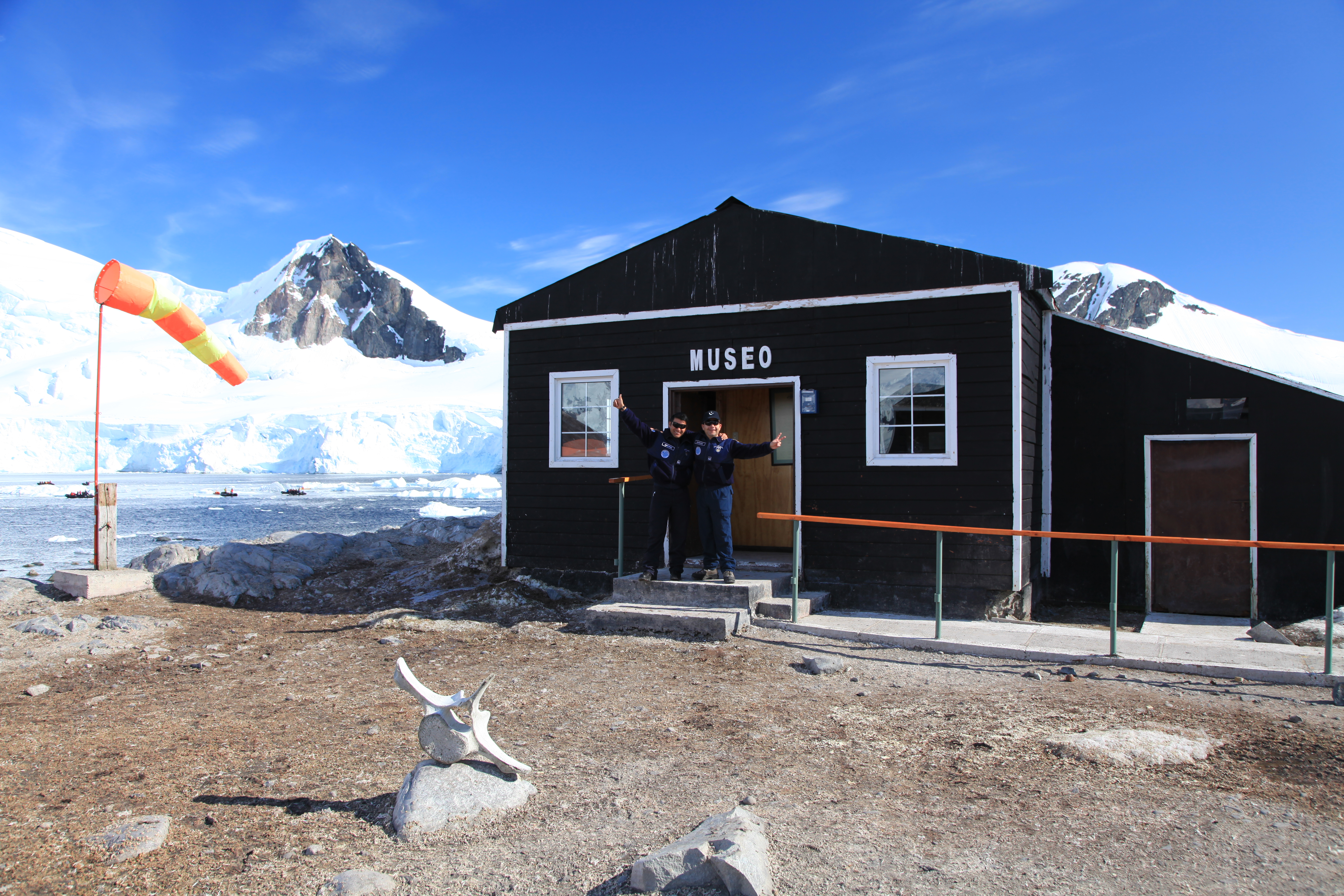
Museo, Estación González Videla.
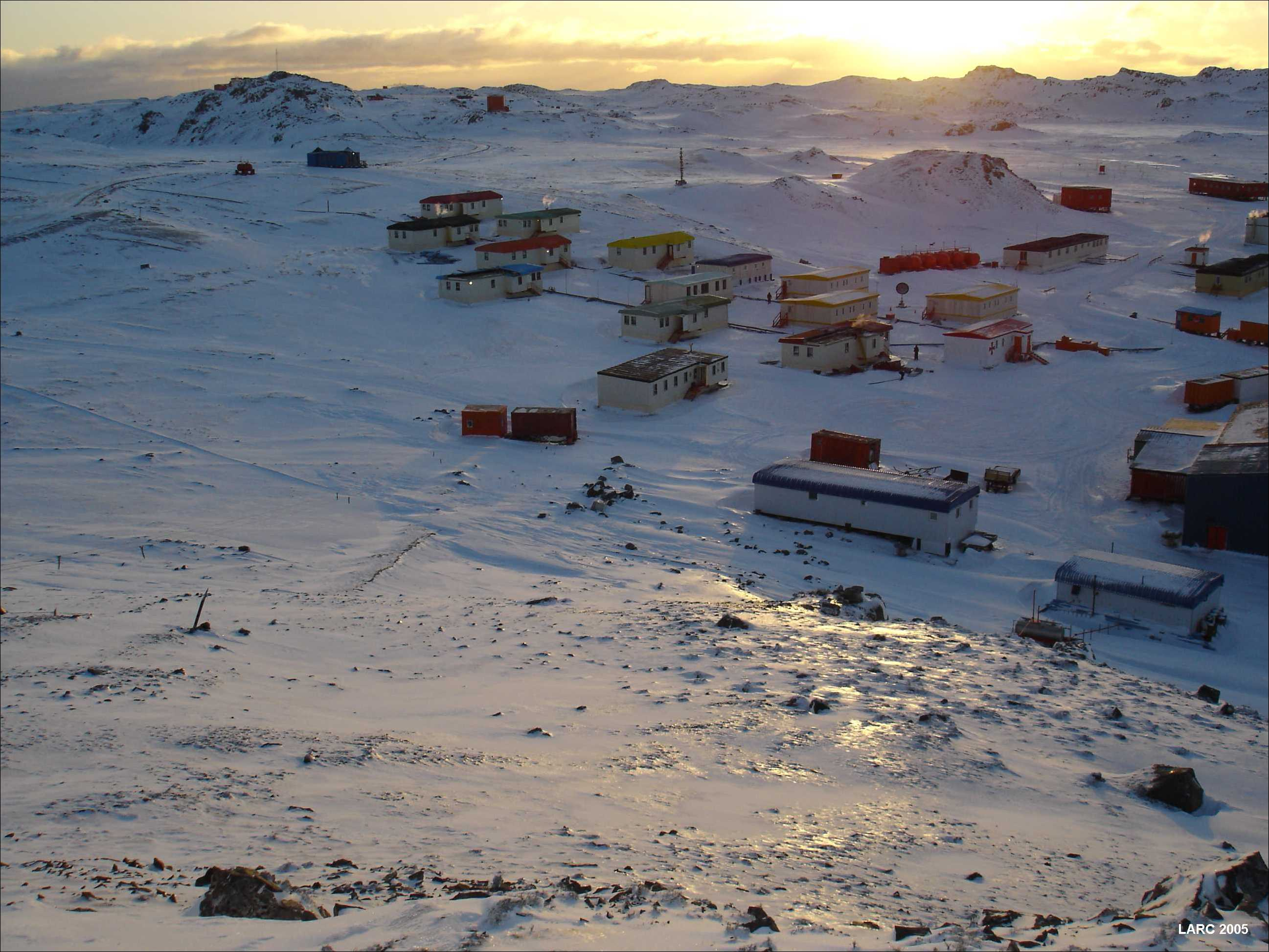
Vista panorámica de Villa Las Estrellas en invierno.
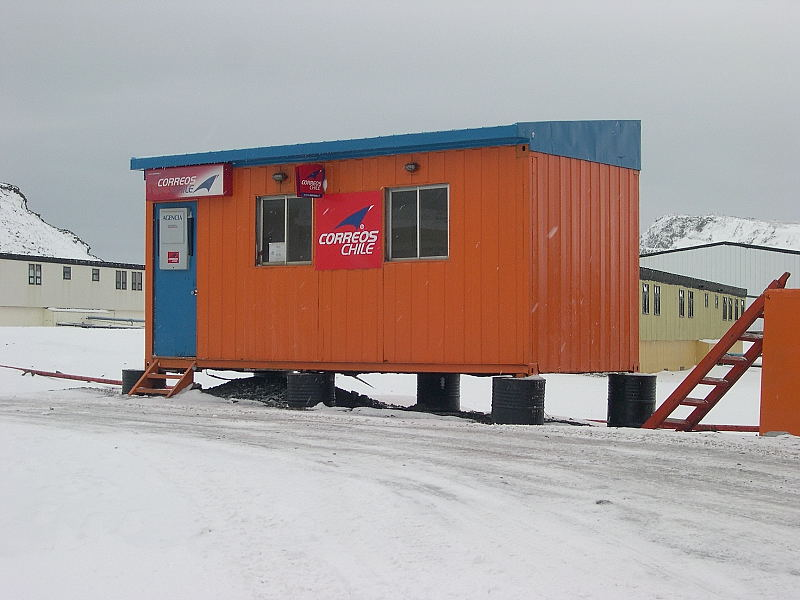
Oficina de Correos de Chile en la Antártica.